# Marcus Lewin
Marcus Lewin, född 1970 i Nyköping, är svensk jazztrummis och percussion-spelare. Han har mellan åren 1998 och 2009 varit fast engagerad i Brazz Brothers.
Redan som tioåring spelade han och hade stor succé med jazzbandet Super Six som bestod enbart av unga musiker, bland andra Peter Asplund och brodern Johan Lewin. Under den här tiden tog Lewin trumlektioner hos trumlegenden Egil Johansen, som han hade som lärare och mentor i tio år. Efter en generell musikutbildning fortsatte han att ha kontakt med några av världens bästa jazztrumslagare: Mel Lewis och Max Roach.
I sin tidigaste del av karriären som professionell musiker har han spelat med bland andra Putte Wickman, Robert Wells, Arne Domnérus, Scott Hamilton och Barney Kessel.
Efter Egil Johansens bortgång 1998 axlade Lewin hans mantel i den norska brassextetten The Brazz Brothers (december 1988–januari 2009) och med dem har han turnerat över hela världen och spelat med mängder av internationella artister, bland andra sånggruppen The New York Voices. Marcus Lewin är idag en eftertraktad musiklärare och han har egna workshops både i Sverige och Norge. Sedan 1 februari 2009 bor han i Oslo och verkar som frilansmusiker i framförallt Norge, Danmark och Sverige.

## Utmärkelser och priser
2002 Börje Fredrikssons minnesfond